# 인스턴트 로맨틱 플로어
인스턴트 로맨틱 플로어(Instant Romantic Floor)는 대한민국의 힙합 프로젝트 그룹이다. 예슬로우(리더, 작사, 작곡, 편곡, 랩, 보컬), Brown Bunny(작사, 작곡, 편곡, 보컬), Sugar Flow(작사, 보컬)로 구성되어 있다.

## 음악 활동
2005년 허밍 어반 스테레오의 Brown Bunny에 의해 결성된 프로젝트 그룹이며 예슬로우의 하이톤의 랩핑, Brown Bunny의 스타일리쉬한 사운드와 속삭이는듯한 보컬, Sugar Flow의 허스키하면서 호소력 짙은 보컬이 인상적이다.

## 발매 앨범
- Instant Romantic Floor(EP 1집)
- Romantic Summer(디지털 싱글)
- First Love Class(정규 1집)
- Duet(정규 2집)

## 참여 앨범
- We Will Be Together : Pastel Music 5th Anniversary
- Sky(김하늘 X 파스텔뮤직 컴필레이션)
- 사랑의 단상 Chapter.4 : You and me song